# Kroatische Werkelijke Renaissance
Kroatische Werkelijke Renaissance (Kroatisch: Hrvatski istinski preporod, HIP) is een rechtse politieke partij in Kroatië.
Zij werd opgezet als de Kroatische Identiteit en Voorspoed (Kroatisch: Hrvatski identitet i prosperitet, HIP) en had als leider Miroslav Tuđman, de zoon van Franjo Tuđman.
HIP was tegen de samenwerking van Kroatië met het ICTY. Tijdens de verkiezingen voor de Assemblee van de Stad Zagreb in 2001 zorgde het voor oproer omdat het de gezeten partijen zoals de Kroatische Sociaal Liberale Partij en de Kroatische Boerenpartij schade aandeed. Tijdens de verkiezingen voor dezelfde Assemblee in 2005 kreeg de partij slechts 2918 stemmen (1,16%), wat niet genoeg was voor de kiesdrempel en daardoor verloor zij haar enige zetel.